# Alfred Förg
Alfred Förg (* 27. Mai 1923 in Rosenheim; † 7. Dezember 1994) war ein deutscher Verleger und Publizist.

## Leben
Förg kam als Sohn eines Kaufmanns zur Welt. Nach Besuch der Volks- und Oberschule studierte er in München an der Meisterschule für Buchdrucker. 1949 gründete er gemeinsam mit dem aus der DDR geflüchteten Verleger Herbert Meister dessen Meister Verlag in Rosenheim. 1964 wurde er alleiniger Inhaber des Verlags und benannte ihn 1968 in Rosenheimer Verlagshaus um. Das Programm wurde um Kunstbücher über Franz Defregger, Wilhelm Leibl oder die süddeutsche Malerei erweitert. In einer Bavarica-Reihe erschienen Mundartdichter. Mit der Herausgabe der Kunstbände regte er auch Ausstellungen in der Städtischen Galerie Rosenheim an. 1993 zog er sich aus dem operativen Geschäft zurück und übergab den Verlag seinem Sohn Klaus.

## Ehrungen
- 1993: Goldenes Ehrenzeichen der Republik Österreich[1]
- 1994: Bundesverdienstkreuz 1. Klasse der Bundesrepublik Deutschland
- Bayerischer Verdienstorden